# Hazel Green (Wisconsin)
Hazel Green ist eine Gemeinde (mit dem Status „Village“) im Grant und zu einem kleinen Teil im Lafayette County im US-amerikanischen Bundesstaat Wisconsin. Im Jahr 2010 hatte Hazel Green 1256 Einwohner.

## Geografie
Hazel Green liegt im Südwesten Wisconsins, 6 km westlich des Galena River und rund 20 km östlich des Mississippi, der die Grenze zu Iowa bildet. Die Grenze zu Illinois liegt 2 km südlich der Stadt. Die geografischen Koordinaten von Hazel Green sind 42°31′58″ nördlicher Breite und 90°26′04″ westlicher Länge. Das Gemeindegebiet erstreckt sich über eine Fläche von 3,37 km² und wird von der Town of Hazel Green im Grant County und der Town of Benton im Lafayette County umgeben.
Nachbarorte sind Cuba City (8,4 km nördlich), Benton (8,1 km nordöstlich), New Diggings (9,6 km östlich), Scales Mound in Illinois (22,9 km ostsüdöstlich), Galena in Illinois (15,9 km südlich), Menominee in Illinois (13,1 km westsüdwestlich), Dubuque in Iowa (21,9 km westlich), Kieler (18,3 km westnordwestlich) und Dickeyville (19,7 km nordwestlich).
Die nächstgelegenen größeren Städte sind La Crosse (193 km nordnordwestlich), Wisconsins Hauptstadt Madison (134 km nordöstlich), Rockford in Illinois (135 km ostsüdöstlich), die Quad Cities in Iowa und Illinois (136 km südlich) und Cedar Rapids in Iowa (138 km westsüdwestlich).

## Verkehr
Der Wisconsin State Highway 80 führt als Hauptstraße durch Hazel Green, wo der Wisconsin State Highway 11 nach Westen abbiegt. Alle weiteren Straßen sind untergeordnete Landstraßen, teils unbefestigte Fahrwege sowie innerörtliche Verbindungsstraßen.
Mit dem Platteville Municipal Airport befindet sich 18,2 km nördlich ein kleiner Flugplatz. Die nächsten größeren Flughäfen sind der Dubuque Regional Airport (34,7 km südwestlich) und der Dane County Regional Airport in Madison (152 km ostnordöstlich).

## Bevölkerung
Nach der Volkszählung im Jahr 2010 lebten in Hazel Green 1256 Menschen in 531 Haushalten. Die Bevölkerungsdichte betrug 372,7 Einwohner pro Quadratkilometer. In den 531 Haushalten lebten statistisch je 2,37 Personen.
Ethnisch betrachtet setzte sich die Bevölkerung zusammen aus 97,5 Prozent Weißen, 0,2 Prozent Afroamerikanern, 0,1 Prozent amerikanischen Ureinwohnern sowie 0,6 Prozent aus anderen ethnischen Gruppen; 1,6 Prozent stammten von zwei oder mehr Ethnien ab. Unabhängig von der ethnischen Zugehörigkeit waren 1,4 Prozent der Bevölkerung spanischer oder lateinamerikanischer Abstammung.
24,9 Prozent der Bevölkerung waren unter 18 Jahre alt, 60,8 Prozent waren zwischen 18 und 64 und 14,3 Prozent waren 65 Jahre oder älter. 50,9 Prozent der Bevölkerung war weiblich.
Das mittlere jährliche Einkommen eines Haushalts lag bei 50.382 USD. Das Pro-Kopf-Einkommen betrug 21.919 USD. 12,9 Prozent der Einwohner lebten unterhalb der Armutsgrenze.

## Bekannte Bewohner
- William A. Richards (1849–1912) – vierter Gouverneur von Wyoming (1895–1899)[3] – geboren und aufgewachsen in Hazel Green
- John W. Cox (* 1947) – demokratischer Abgeordneter des US-Repräsentantenhauses (1991–1993)[4] – geboren und aufgewachsen in Hazel Green